# کتابخانه عجیب

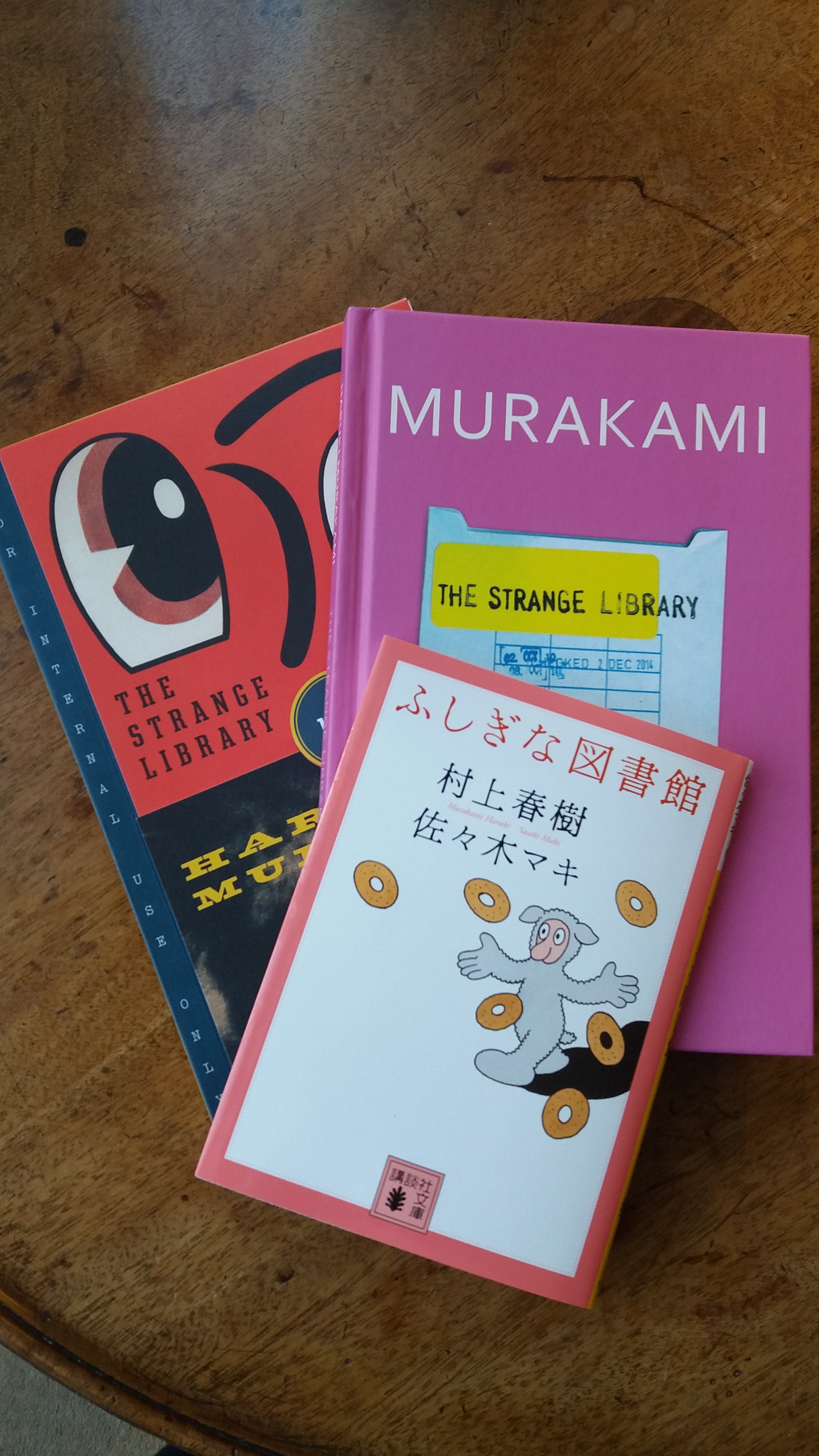
سه نسخهٔ فعلی از کتاب موراکامی، کتابخانهٔ عجیب: (چپ به راست) کناف، ۲۰۱۴؛ هارویل سکر، ۲۰۱۴؛ کودانشا بونکو، ۲۰۰۸ (چاپ مجدد ۲۰۱۷).

کتابخانهٔ عجیب (به ژاپنی: ふしぎな図書館) یک رمان کوتاه کودکان به نویسندگی نویسندهٔ ژاپنی، هاروکی موراکامی است. اولین نسخه از این رمان در سال ۱۹۸۳ چاپ شد. چندین کتاب مصور براساس این داستان منتشر شده‌است که آخرین آن در سال ۲۰۱۴ بود.

## خلاصهٔ داستان
پسربچه‌ای در مسیر بازگشت از مدرسه، به کتابخانهٔ محلیشان مراجعه می‌کند. هنگامی‌که کتابی را درخواست می‌کند، به اتاق ۱۰۷ در زیرزمین ساختمان هدایت می‌شود و در آنجا با پیرمردی عبوس مواجه می‌گردد. پسر درحالی‌که ترسیده‌است، درخواست کتابی را می‌کند که در زمینهٔ گردآوری مالیات در دورهٔ امپراتوری عثمانی است و پیرمرد سه کتاب عظیم را به اون معرفی می‌کند.
پیرمرد سپس او را به هزارتویی در زیرِ زمین هدایت می‌کند که مخصوص مطالعه است.

## کتابخانهٔ عجیب (نسخهٔ ۲۰۰۵ و ۲۰۰۸)
در فوریهٔ ۲۰۰۵، نسخهٔ مصور این کتاب به زبان ژاپنی و توسط کودانشا منتشر شد. این نسخه سپس در سال ۲۰۰۸ به‌عنوان نسخهٔ کودانشا بونکو، چاپ مجدد گردید. تصویرگر این اثر ماکی ساساکی بود.

## کتابخانهٔ عجیب (نسخهٔ ۲۰۱۴)
در نوامبر ۲۰۱۴، این کتاب در ژاپن توسط شینچوشا و با تصویرگری کت منشیک منتشر شد.